# Цайц
Цайц (нім. Zeitz) — місто в Німеччині, на півдні землі Саксонія-Ангальт.

## Загальний опис
Місто входить до складу району Бургенланд. Місто лежить в долині річки Вайсе-Ельстер, між містами Гера на півдні та Лейпциг на півночі.
Площа — 87,15 км2. Населення становить 27 003 ос. (станом на 31 грудня 2021).
З 1652 до 1718 р. Цайц був столицею герцогства Саксонія-Цайц. Резиденцією герцога був замок Моріцбург.

## Галерея

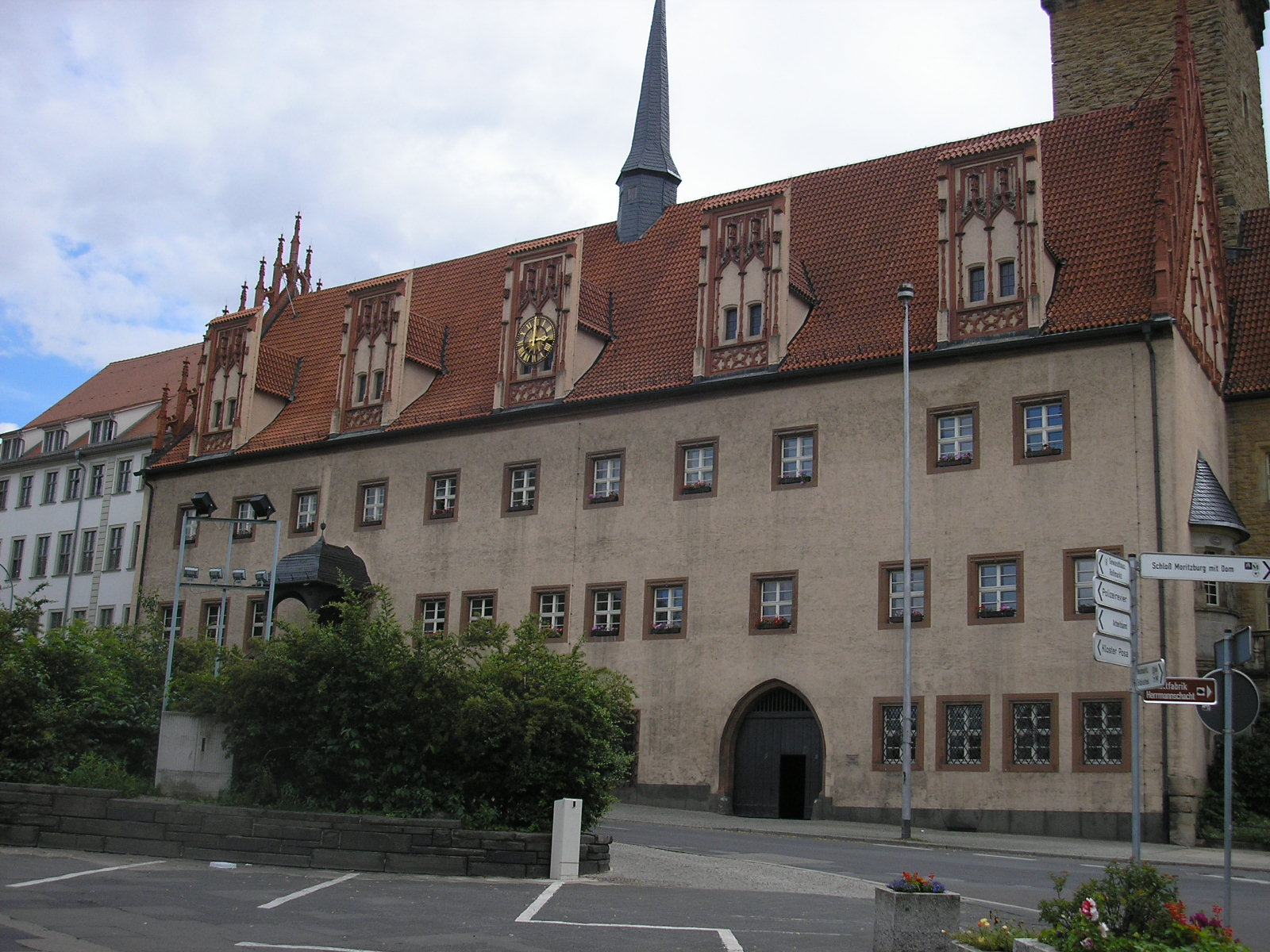
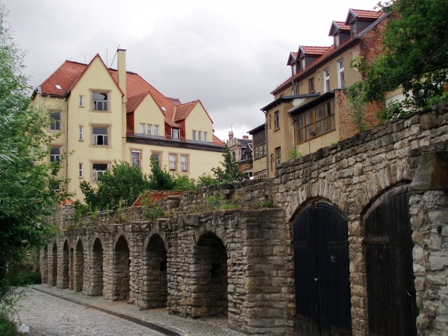
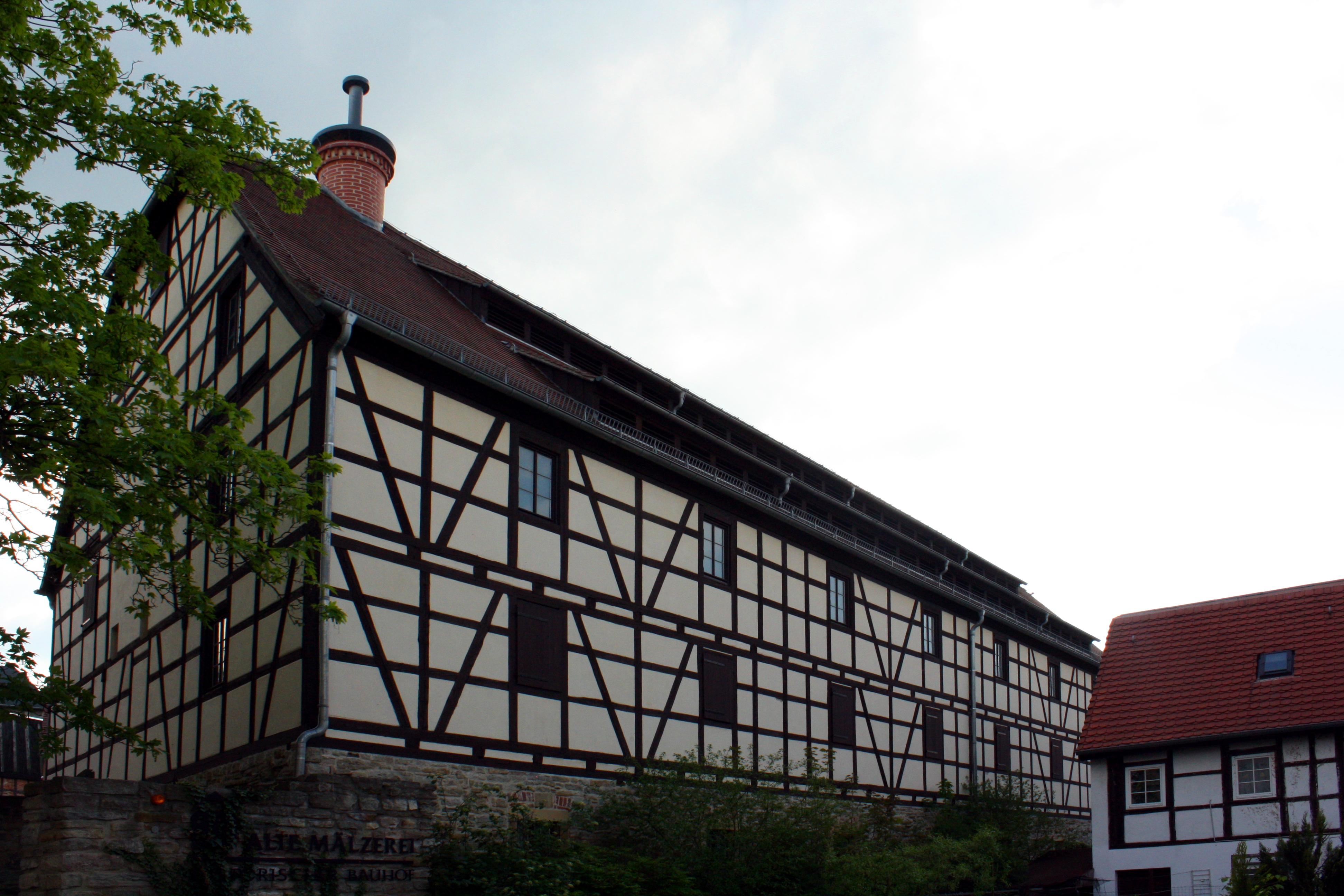
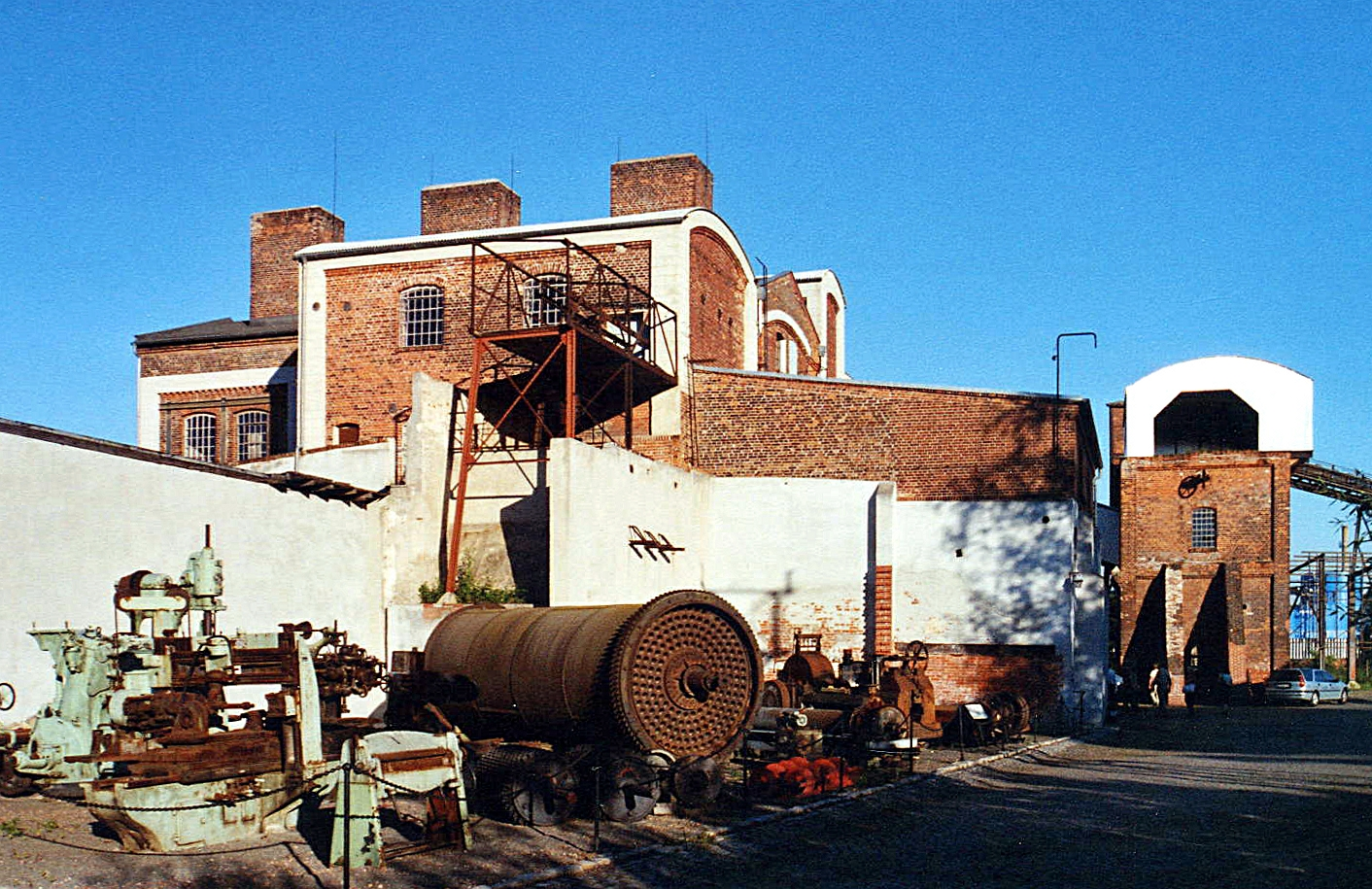
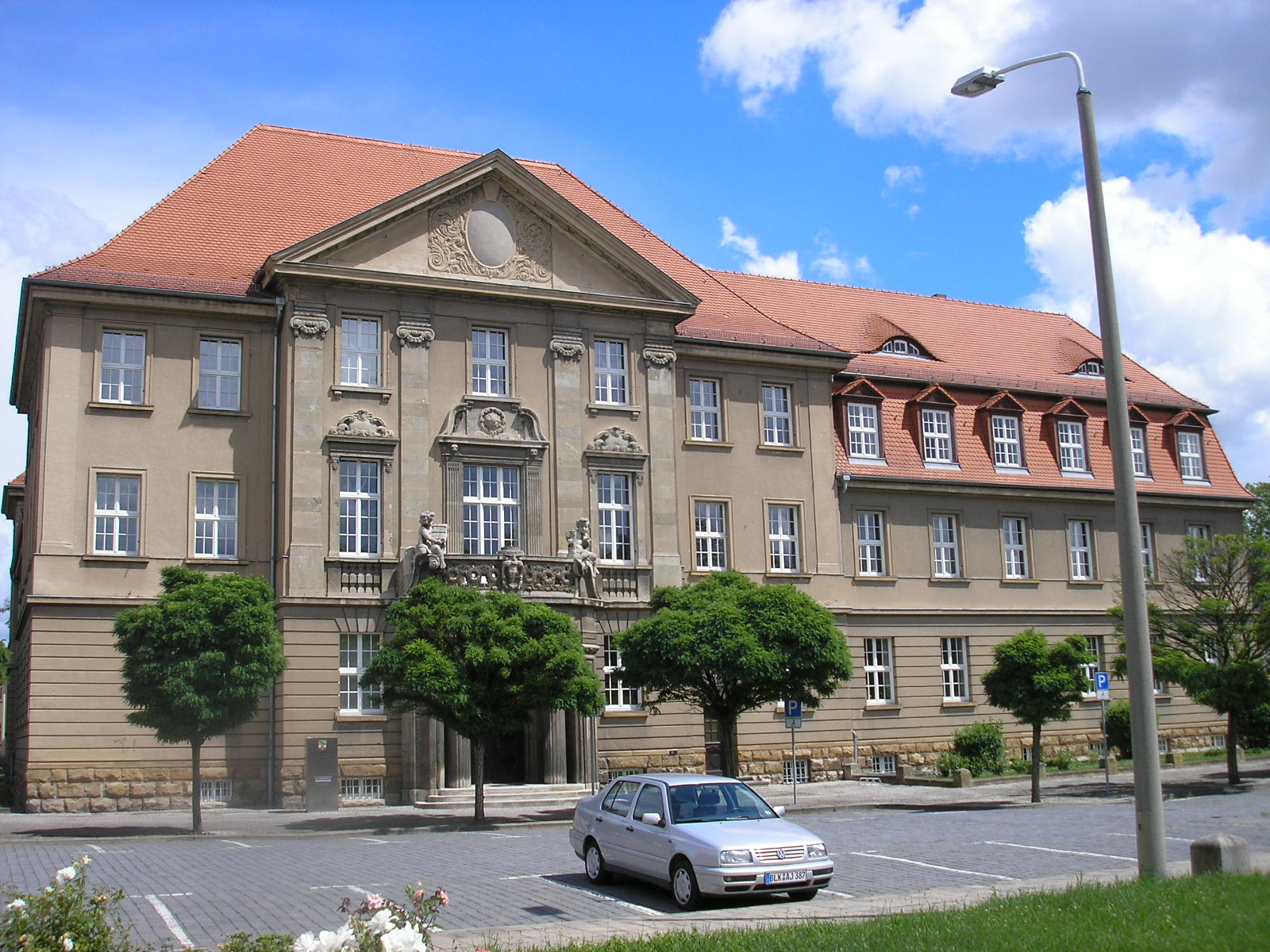
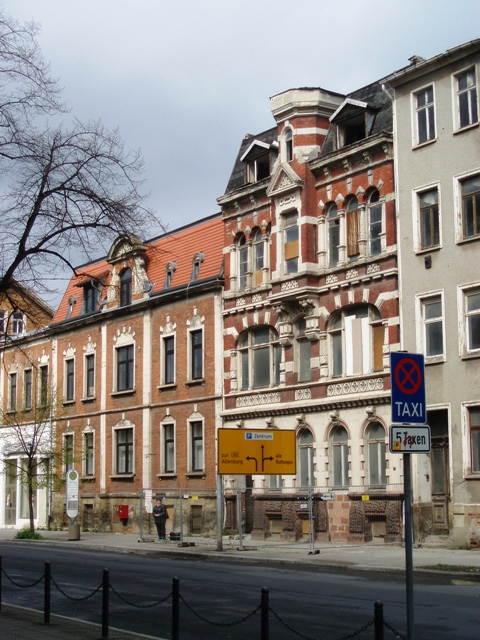

## Відомі особи
- Евальд Андре Дюпон (1891—1956) — німецький кінорежисер і сценарист,
- У Цайці похований Ґеорґіус Аґрікола — німецький вчений епохи Відродження, філософ, геолог, мінералог, хімік, гірник, металург і лікар, автор першої європейської гірничо-металургійної енциклопедії.